# Công ước phòng chống khủng bố của Ủy hội châu Âu
Công ước phòng chống khủng bố của Hội đồng châu Âu (tiếng Anh: Council of Europe Convention on the Prevention of Terrorism, viết tắt là CECPT) là một hiệp ước đa phương trong khu vực, được đàm phán dưới sự bảo trợ của Hội đồng châu Âu.
Các quy định đáng chú ý nhất là 3 tội phạm mới mà nó định nghĩa: "Kích động quần chúng phạm tội khủng bố"; "Yêu cầu người ta phạm tội khủng bố"; và "Cung cấp huấn luyện cho tội khủng bố". Các bên ký kết được yêu cầu đưa các tội phạm trên vào hệ thống luật pháp quốc gia của mình.
Một "tội khủng bố" được định nghĩa là bất cứ tội nào được xác định trong 12 công ước quốc tế về khủng bố đang tồn tại hiện còn hiệu lực.

## Tội kích động
Phần gây tranh cãi nhất của Công ước là định nghĩa về tội "kích động quần chúng phạm tội khủng bố". Điều 5 của Công ước định nghĩa đó là cố ý phổ biến "một thông điệp cho quần chúng với ý định xúi giục việc phạm "tội khủng bố", mà cách cư xử như vậy - dù có ủng hộ trực tiếp tội khủng bố hay không - đã gây nguy hiểm khiến cho một hay nhiều tội khủng bố có thể xảy ra".
Đây là nỗ lực đầu tiên trong ngữ cảnh luật pháp quốc tế để định nghĩa "kích động" khủng bố. Nó gây tranh cãi nhiều nhất vì bao hàm khái niệm kích động "gián tiếp". Các giới hạn của khái niệm này không được xác định trong Công ước phòng chống khủng bố của Ủy hội châu Âu. Điều 12 của Công ước này yêu cầu các bên tham gia thực hiện, và xét xử hành vi phạm tội theo cách thích hợp với "quyền tự do ngôn luận" được ghi nhận trong Luật quốc tế (Xem điều 10 của Công ước châu Âu về Nhân quyền, và điều 19 của Công ước Quốc tế về các Quyền Dân sự và Chính trị của Liên Hợp Quốc).
Có một số bằng chứng cho thấy là hiện có một số nước đang đi xa hơn cái mà Công ước này - cùng các nguyên tắc nhân quyền liên quan - đòi hỏi hoặc cho phép. (Ví dụ "Đạo luật về khủng bố năm 2006" của Anh).

## Phê chuẩn
Công ước này rộng mở cho các nước thành viên của Ủy hội châu Âu, Cộng đồng châu Âu và các nước không thành viên đã tham gia việc soạn thảo Công ước này ký kết. Công ước có hiệu lực từ ngày 01.6.2007 đối với Albania, Bulgaria, România, Nga, Slovakia, Ukraina., và sau đó có hiệu lực đối với Andorra, Áo, Bosna và Hercegovina, Croatia, Cộng hòa Síp, Đan Mạch, Estonia, Phần Lan, Pháp, Latvia, Moldova, Montenegro, Na Uy, Serbia, Slovenia, Tây Ban Nha và Ukraina. Ngoài ra còn 20 nước đã ký kết công ước này, nhưng chưa phê chuẩn.